# Overkill
Overkil (engl. Overkill) je američki treš metal bend iz Nju Džersija. Uz Antraks smatra se najuspešnijim treš metal bendom istočne obale SAD-a. Overkill je od nastanka objavio čak 19 studijskih albuma, a slavu su stekli tek nakon drugog albuma objavljenog 1987. godine.

## O grupi
Bend su 1980. osnovali bivši članovi pank benda Lubrikants, Ret Skejts i D.D. Verni, a ubrzo im se pridružio i pevač Bobi Elzvort. U početku su svirali obrade pesama pank bendova, no nakon dovođenja dva gitarista, počeli su svirat hevi metal stvari, te ih se smatra jednim od prvih treš metal bendova. Svoj prvi studijski album Feel the Fire objavili su 1985., a širu popularnost stekli su četvrtim, The Years of Decay. Do sada su objavili ukupno devetnaest studijskih albuma, najnoviji Ironbound u januaru 2010. godine. Kroz bend je prošlo mnogo muzičara, te su jedino Verni i Elzvort ostali kao stalni članovi od osnutka.

## Članovi
Sadašnja postava
- Bobi "Blic" Elzvort - vokal (1980.-)
- Dejv Linsk - gitara, prateći vokal (2000.-)
- Derek Tejler - ritam gitara, prateći vokal (2000.-)
- D.D. Verni - bas gitara, prateći vokal (1980.-)
- Ron Lipnicki - bubnjevi (2005.-)

## Diskografija
Studijski albumi
- (1985)
- (1987)
- (1988)
- (1989)
- (1991)
- (1993)
- (1994)
- (1996)
- (1997)
- (1999)
- (2000)
- (2003)
- (2005)
- (2007)
- (2010)
- (2012)
- (2014)
- (2017)
- (2019)
- (2023)

## Spoljašnje veze
- Zvanična prezentacija benda